# Chronologie de la guerre de Trente Ans
Cet article liste suivant l'ordre chronologique les événements, importants ou secondaires, de la guerre de Trente Ans.
Les batailles sont marquées en gras.

## Prémices
- 1605 : la production d'argent est à son sommet au Cerro Rico, le Potosi du Pérou, enrichissant l'empire espagnol
- 11 mai - 15 mai 1608 : fondation de l'Union protestante à Ahausen
- 10 juillet 1609 : fondation de la Ligue catholique à Munich
- 17 octobre 1610 : couronnement de Louis XIII à Reims
- 6 janvier 1612 : Axel Oxenstierna est nommé chancelier du royaume de Suède
- 29 juin 1617 : couronnement de Ferdinand II comme roi de Bohême à la cathédrale Saint-Guy à Prague
- 12 octobre - 22 octobre 1617 : couronnement de Gustave II Adolphe de Suède comme roi de Suède à Uppsala

## Période bohémienne et palatine

### 1618
- 23 mai : défenestration de Prague
- 1er juillet : couronnement de Ferdinand II, roi de Hongrie à la Cathédrale Saint-Martin de Pressburg (Bratislava).
- 20 juillet : inculpation du cardinal Melchior Klesl qui est interné à la forteresse d'Ambras.
- 9 novembre : bataille de Lomnitz (en Bohême méridionale). Les bohémiens défont les impériaux commandés par le comte de Bucquoy.

### 1619
- 1619 : Gustave II Adolphe de Suède crée une société[1] pour l'exploitation de cuivre à Falun[2] qui emploie un millier d'ouvriers, un an après que Guillaume de Bèche ait fondé une société pour la fabrication de canon à Finspång[2], qui permet à la Suède de multiplier des « canons de cuir », tirés par un seul cheval[3].
- 20 mars : mort de l'empereur Matthias Ier à Vienne.
- 30 avril : rébellion de Wallenstein contre les États de Moravie.
- 29 mai : prise de Laa an der Thaya par les troupes bohémiennes commandées par Heinrich Matthias von Thurn.
- 5 juin : pétition vigoureuse des États protestants de Basse-Autriche, auprès de l'empereur au château de la Hofburg à Vienne.
- 6 juin : les troupes fédérées de Bohême, sous les ordres de Heinrich Matthias von Thurn sont devant Vienne.
- 10 juin : Bataille de Sablat (Bohême méridionale). L'armée bohémienne commandée par Ernst von Mansfeld est défaite par les impériaux sous les ordres de Bucquoy.
- 19 août : destitution de Ferdinand II de la couronne élective par les États de Bohême.
- 20 août : traité d'alliance militaire entre le prince de Transylvanie Gabriel Bethlen et les États de Bohême.
- 25 août : élection de Gabriel Bethlen comme roi de Hongrie par la diète de Neusohl (aujourd'hui Banská Bystrica ou Beszterczebánya).
- 26 août : élection de l'Électeur Palatin Frédéric V par les États de Bohême en tant que roi de Bohême (le roi d'hiver).
- 28 août : élection, à Francfort-sur-le-Main, de Ferdinand II d'Autriche au Saint-Empire romain germanique.
- 9 septembre : couronnement de Ferdinand II à Francfort-sur-le-Main.
- 8 octobre : traité de Munich ; Maximilien Ier de Bavière s'engage à appuyer l'empereur contre les révoltés de Bohême en échange de la promesse de devenir Prince-Électeur et de recevoir le Haut-Palatinat.
- 14 octobre : siège et prise de Pressburg (aujourd'hui Bratislava). C'est une défaite des forces impériales commandées par Rudolf von Tiefenbach (de) par Gabriel Bethlen.
- 24 au 26 octobre : Bucquoy défend Vienne d'une attaque bohémienne dirigée par Heinrich Matthias von Thurn.
- 4 novembre : couronnement de Frédéric V comme roi de Bohême dans la chapelle Saint-Venceslas de Prague.
- 26 novembre : Vienne est à nouveau assiégée par Heinrich Matthias von Thurn.

### 1620
- 6 juin : Ferdinand II charge Maximilien de Bavière d'appliquer ses décisions en Bohême.
- 12 juillet : Les forces impériales commandées par Charles de Bucquoy écrasent les troupes bohémiennes et palatines menées par Heinrich Matthias von Thurn, non loin de Vienne.
- 31 juillet : La paix d'Ulm, conclue avec la médiation de la France, prévoit la cessation des combats entre la Ligue catholique et l'Union évangélique.
- 23 septembre : Maximilien de Bavière prend d'assaut Cham dans le Haut-Palatinat.
- 8 novembre : Bataille de la Montagne Blanche près de Prague. Les forces impériales et bavaroises combinées sous le haut commandement du comte de Tilly, battent l'armée palatine sous les ordres de Christian d'Anhalt-Bernbourg.
- 9 novembre : après cette défaite, Frédéric V s'enfuit de Prague avec toute sa famille.
- décembre : prise de Karlštejn par Charles de Bucquoy.

### 1621
- 22 janvier : mise au ban de l'Empire de l'Électeur Palatin Frédéric V.
- 7 mai : prise de Pressburg par Charles de Bucquoy.
- 14 mai : dissolution de l'Union évangélique.
- 21 juin : exécution à Prague de 22 membres de la noblesse tchèque impliqués dans le soulèvement de la Bohême.
- 16 juillet : le comte de Tilly repousse une attaque de Mansfeld à Waidhausen dans le Haut-Palatinat.
- 15 au 25 septembre : Prise de Rīga par une armée suédoise.
- 5 octobre : Bataille de Tyrnau (de) (aujourd'hui Trnava, en Slovaquie). Défaite des troupes impériales commandées par Rudolf von Tiefenbach (de), par celles de Gabriel Bethlen.
- 2 décembre : Christian de Brunswick prend Amöneburg, non loin de Mayence.
- 20 décembre : Bataille de Kirdorf (de) ; Christian de Brunswick bat les troupes de la Ligue Catholique.

### 1622
- 2 janvier : Christian de Brunswick s'empare de Lippstadt.
- 6 janvier : par le traité de paix de Nikolsburg, Gabriel Bethlen renonce à la couronne de Hongrie et prend le rang de prince d'Empire (duc d'Oppeln et Ratibor).
- 21 janvier : Christian de Brunswick s'empare de Soest.
- 3 février : Juliers, occupée par les Hollandais, tombe aux mains d'Ambrogio Spinola après plusieurs mois de siège par les Espagnols.
- 27 avril : Bataille de Wiesloch opposant l'armée de la Ligue commandée par Tilly et l'armée palatine de Mansfeld qui remporte la victoire.
- 6 mai : Bataille de Wimpfen : Les armées combinées de la Ligue et de l'Espagne, respectivement commandées par Tilly et Gonzalo Fernández de Córdoba affrontent victorieusement les troupes palatines du Margrave Georg Friedrich de Bade-Durlach.
- 20 juin : Bataille de Höchst : l'armée de la Ligue commandée par Tilly affronte victorieusement les troupes palatines de Christian de Brunswick.
- 29 août : Bataille de Fleurus. Christian de Brunswick et Ernst von Mansfeld parviennent à forcer un passage vers Berg-op-Zoom pour y aider les assiégés malgré l'interposition de l'armée espagnole de González Hernandez de Córdoba
- 19 septembre : Tilly s'empare de Heidelberg.
- 2 novembre : Tilly s'empare de Mannheim.

### 1623
- 23-25 février : Ferdinand II dépouille Frédéric V de la dignité d'électeur Palatin et l'attribue à Maximilien Ier de Bavière.
- 6 juillet : bataille de Reiffenhausen dans les environs de Göttingen ; les troupes protestantes et palatines commandées par Christian de Brunswick sont victorieuses de l'armée impériale de Franz Albert von Sachsen-Lauenburg (de).
- 6 août : bataille de Stadtlohn (au sud de Ahaus, et à l'ouest de Coesfeld). Tilly écrase l'armée protestante menée par Christian de Brunswick.

## Période danoise (1625–1629)

### 1625
- 20 mars : le roi de Danemark Christian IV, également duc de Holstein est élu à la tête du Cercle de Basse-Saxe.
- 15 mai : « jeu de dés de Frankenburg » et exécution sur le champ de Haushammer près de Vöcklamarkt en Haute-Autriche.
- 5 juin : reddition de Bréda aux Espagnols d'Ambrogio Spinola.
- 25 juillet : l'empereur Ferdinand II nomme Wallenstein commandant en chef des armées impériales.
- 21 septembre : bataille de Verceia. Les impériaux commandés par Pappenheim battent les Français et les Vénitiens.

### 1626
- 17 janvier : Les Suédois commandés par Gustave-Adolphe battent les Polonais à Wallhof.
- 25 avril : Bataille de Dessau ; Wallenstein à la tête de l'armée impériale est vainqueur de Mansfeld commandant l'armée protestante.
- 21 mai : les paysans révoltés de Haute-Autriche battent les troupes du comte Adam von Herberstorff près de Peuerbach.
- 6 juin : mort de Christian de Brunswick à Wolfenbüttel.
- 8 juin : Tilly s'empare de la ville de Hannoversch Münden occupée par les Danois.
- 21 juillet : Le comte Adam von Herberstorf défend avec succès la ville de Linz contre les paysans soulevés de Haute-Autriche.
- 27 août : à la bataille de Lutter (Lutter am Barenberg est située au sud-est de Hildesheim et au sud-ouest de Salzgitter), l'armée de la ligue commandée par Tilly inflige une sévère défaite aux protestants et aux Danois sous les ordres du roi Christian IV.
- 9 au 12 novembre : Le comte de Pappenheim écrase les paysans révoltés de Haute-Autriche près de Eferding et Vöcklabruck.
- 20 décembre : paix de Pressburg signée entre Ferdinand II et Gabriel Bethlen.
- 24 décembre : Gustaf Horn et Jacob De La Gardie battent les Polonais près de Wenden.

### 1627
- 25 janvier : Retour du cardinal Melchior Khlesl à Vienne.
- Courant de l'été : Wolf Heinrich von Baudissin, près de Koschau sur l'Oder protège la cavalerie danoise d'une destruction complète par Wallenstein.
- 24 septembre : Bataille de Heiligenhafen (près de la mer Baltique dans le Holstein) - défaite des danois sous les ordres de Georg Friedrich von Baden-Durlach.
- 18 décembre : Prise de Wolfenbüttel par le comte de Pappenheim.

### 1628
- 1er février : l'empereur Ferdinand II délie de leur devoir de fidélité et d'allégeance tous les sujets des ducs de Mecklemburg-Schwerin Adolf Friedrich Ier et Johann Albrecht II, pour entente avec l'ennemi.
- 22 février : la dignité d'Électeur impérial est conférée au duc Maximilien de Bavière, en reconnaissance des services exceptionnels rendus au Saint-Empire.
- 7 juillet : Wallenstein commence le siège de la ville et du port hanséatique de Stralsund, qu'il devra lever au bout de onze semaines.
- 22 août : Bataille de Wolgast remportée par l'armée impériale de Wallenstein et Rudolf von Tiefenbach (de) sur l'armée danoise de Christian IV.

### 1629
- 18 janvier : La diète suédoise ratifie l'entrée en guerre contre Ferdinand II.
- 6 mars : L'empereur signe l'édit de Restitution.
- 5 juin : Signature de la Paix de Lübeck entre l'empereur Ferdinand II et le roi de Danemark Christian IV.
- 27 juin : Bataille de Stuhm (en). Victoire des troupes impériales et polonaises commandées par Hans Georg von Arnim-Boitzenburg sur l'armée suédoise de Gustave-Adolphe.
- 19 août : Frédéric-Henri, prince d'Orange prend Wesel.
- 26 septembre : Cessez-le-feu d'Altmark. La Pologne évacue la Livonie au profit de la Suède.

## Période suédoise (1630–1635)

### 1630
- 3 juin : Début du congrès des Électeurs à Ratisbonne.
- 6 juillet : Gustave Adolphe et son armée prennent pied en Allemagne, dans l'île de Usedom près de Peenemünde.
- 18 juillet : Les troupes impériales commandées par Collälto et Johann von Aldringen s'emparent de Mantoue (voir : Guerre de Succession de Mantoue).
- 20 juillet : Occupation de Stettin (aujourd'hui Szczecin) par les Suédois.
- 13 août : Ferdinand II se résout à démettre Wallenstein de sa responsabilité de commandant en chef des armées impériales.
- 6 septembre : Wallenstein reçoit à Memmingen la nouvelle de son licenciement.

### 1631
- 13-23 janvier : Par le Traité de Bärwalde (près de Küstrin), la France s'engage à appuyer financièrement la Suède pour la guerre contre l'Empereur.
- 26 février : Ouverture du Congrès de Leipzig.
- 6 avril : Traité de Cherasco (dans le Piémont). L'empereur Ferdinand II renonce à Mantoue et au Montferrat et fait évacuer les Grisons qui sont occupés par les Français. Pignerol redevient français. À noter le sac des soudards de Ferdinand II de Mantoue.
- 21 avril : Union de Leipzig entre les états protestants contre la puissance impériale.
- 3-13 avril : Début du siège de Francfort sur l'Oder par Gustave Adolphe. La garnison impériale sous les ordres de Ernesto Montecuccoli est contrainte de se retirer.
- 20 mai : Prise et sac de Magdebourg par les troupes de Tilly après un siège qui dure depuis novembre 1630. La ville est réduite en cendres et il y a plus de 20 000 victimes parmi la population civile.
- 28 juillet : Les Impériaux conduits par Heinrich von Holk opposent une résistance opiniâtre aux Suédois à Walmirstedt
- 7 août : Bataille de Werben (à l'ouest de Havelberg) opposant les troupes impériales de Tilly à l'armée suédoise de Gustave Adolphe qui remporte la victoire.
- 7 septembre : Défaite de l'armée impériale de Baltasar von Marradas par l'armée suédoise de Hans Georg von Arnim non loin de Breslau.
- 14 septembre : Tilly s'empare de la forteresse de Pleißenberg près de Leipzig
- 17 septembre : bataille de Breitenfeld (au nord de Leipzig) entre l'armée catholique de Tilly et les armées coalisées de Suède et de Saxe conduites par Gustave Adolphe. Tilly subit pour la première fois une très sévère défaite et il est lui-même blessé.
- 15 novembre : prise de Prague par l'armée saxonne commandée par Hans Georg von Arnim
- 7 décembre : Hans Georg von Arnim vainc à Nimburg les Impériaux de Rudolf von Tiefenbach
- 15 décembre : rappel de Wallenstein qui est investi du commandement suprême des armées de l'Empire.
- 17 décembre : Gustave Adolphe traverse le Rhin avec son armée pour assiéger Mayence ; la ville sera prise le 22 décembre

### 1632
- 14 janvier : Pappenheim enlève Magdebourg aux Suédois de Johan Banér
- 9 mars : Victoire de Tilly sur les Suédois commandés par Gustaf Horn à Bamberg
- 9 avril : La forteresse d'Ehrenbreitstein, qui fait face à Coblence sur l'autre rive du Rhin, est occupée par les Français.
- 15 avril : Bataille de Rain am Lech (à l'est de Donauwörth) opposant les troupes impériales commandées par Tilly et celles de la Suède sous Gustave Adolphe, qui remportent la victoire. Tilly est grièvement blessé (il en mourra à la fin du mois d'avril).
- 14 mai : Combat de Landshut, Jean de Werth bat les Suédois.
- 17 mai : Les Suédois entrent à Munich sous le commandement de Lennart Torstenson.
- 25 mai : Wallenstein investit Prague
- 27 juillet : Léopold-Guillaume de Habsbourg défend avec succès la forteresse de Ehrenberg bei Reutte (au Tyrol) contre les Suédois commandés par Bernhard von Sachsen-Weimar
- 17 août : Pappenheim est battu par les Hollandais à Maastricht
- 20 août : occupation de Trèves par les Français.
- 23 août : les Hollandais prennent Maastricht occupée par les Espagnols.
- 3 septembre : Bataille d'Altdorf ou de Zirndorf (à l'est de Nuremberg). Les impériaux commandés par Wallenstein infligent aux Suédois de Gustave Adolphe leur première défaite.
- 16 novembre : Bataille de Lützen (au sud de Leipzig). Les impériaux de Wallenstein sont battus par les Suédois, mais Gustave Adolphe est tué au cours des combats.
- 29 novembre : Mort à Mayence de Frédéric V du Palatinat
- 21 décembre : Les Suédois commandés par Wolf Heinrich von Baudissin prennent Deutz, mais doivent se retirer dès le lendemain à la suite d'une puissante contre-attaque.

### 1633
- 14 mars : siège de Hamelin par les troupes suédoises de Georges de Brunswick-Calenberg (la ville sera enlevée le 13 juillet)
- 8 avril : les Hessois du comte Peter Melander de Holzappel prennent Paderborn
- 20 avril : prise de Landsbergs par les Suédois dans des conditions dramatiques
- 23 avril : Ligue de Heilbronn patronnée par Oxenstiernas, constituée pour contrer la puissance impériale.
- 8 juillet : Bataille de Oldendorf en Hesse : les impériaux sont défaits par les Suédois commandés par Georges de Brunswick-Lunebourg.
- 15 août : le prince-archevêque de Cologne Ferdinand de Bavière (propre frère de Maximilien Ier) entreprend des négociations secrètes avec Richelieu pour se mettre sous la protection de la France.
- 12 septembre : les Suédois prennent Osnabrück, menés par Knyphausen
- 11 octobre : bataille de Steinau sur l'Oder (au nord-est de Liegnitz). Wallenstein et l'armée impériale vainquent les Suédois commandés par le comte de Thurn, lequel est même fait prisonnier.
- 16 novembre : Les Suédois commandés par Bernard de Saxe-Weimar s'emparent de Ratisbonne.

### 1634
- 24 janvier : Destitution secrète de Wallenstein de la tête de l'armée par Ferdinand II et nomination de Matthias Gallas.
- 20 février : La destitution de Wallenstein est annoncée publiquement
- 25 février : assassinat de Wallenstein à Eger
- 22 avril : défaite de l'armée de Hesse menée par Melander à Herford
- 13 mai : L'armée de Saxe sous le commandement de Hans Georg von Arnim bat l'armée impériale menée par Colloredo (de) à Liegnitz (Silésie)
- 3 juin : conquête de Philippsbourg par la Suède
- 14 juin : Les Suédois assiègent Aichach (au nord d'Augsbourg)
- 15 juin : Donauworth est prise par l'armée impériale.
- 22 juin : bataille puis siège de Landshut. L'armée impériale menée par Aldringen est vaincue par les Suédois de Bernard de Saxe-Weimar
- 26 juin : Ratisbonne est prise par les troupes impériales.
- 29 août : Franz von Mercy rompt le siège de plusieurs mois de Rheinfelden des Suédois menés pas Bernard de Saxe-Weimar
- 5-6 septembre : bataille de Nördlingen entre les candidats au trône impérial : le futur Ferdinand III, Matthias Gallas et les protestants de Bernard de Saxe-Weimar
- 21 septembre : Jean de Werth est battu à Calw par Otto Ludwig Rheingraf Salm-Kyrburg-Mörchingen (en)

## Période franco-suédoise (1635–1648)

### 1635
- 24 janvier : Philippsburg est reprise aux Suédois par les troupes impériales.
- 28 février : cessez-le-feu entre l'Empire et la Saxe à Laun
- 26 mars : les Espagnols reprennent Trèves aux Français. Enlèvement et incarcération de l'archevêque de Trèves, Philipp Christoph von Sötern.
- 30 avril : traité de Compiègne (de). La France s'engage à soutenir activement le camp protestant allemand.
- 19 mai : La France déclare la guerre à l'Espagne, sous le prétexte de l'enlèvement de l'archevêque de Trèves qui s'était mis sous sa protection.
- 30 mai : Paix de Prague : dissolution des ligues catholique et de Heilbronn
- 10 juin : prise de Tirlemont et mise à sac de la ville par les Français et les Hollandais
- 4 juillet : Ottavio Piccolomini force les Français et les Hollandais à lever le siège de Louvain.
- 4 septembre : Jean de Werth reprend Heidelberg puis Spire
- 18 septembre : la France déclare la guerre au Saint-Empire.
- 24 septembre : les impériaux commandés par Matthias Gallas libèrent le Schorndorf occupé par la Suède (à l'est de Stuttgart) qui est détruite presque complètement.
- Octobre : sévère défaite subie par les Saxons sous les ordres de Wolf Heinrich von Baudissin près de Dömitz dans le Mecklembourg.

### 1636
- 11 juin : Bataille d'Haselünne
- 14 juillet : Bernard de Saxe-Weimar occupe la ville alsacienne de Saverne.
- 14 août : Les troupes espagnoles et bavaroises commandées par le Cardinal-Infant et Jean de Werth occupent la forteresse française de Corbie
- 4 octobre : Bataille de Wittstock (nord-ouest de Brandebourg). Elle oppose les armées de Saxe et du Brandebourg commandées par Jean-Georges Ier de Saxe aux Suédois de Johan Banér, qui remportent la victoire.
- 22 décembre : élection et couronnement à Ratisbonne du roi de Rome Ferdinand, qui deviendra Ferdinand III.

### 1637
- 15 février : mort de l'empereur Ferdinand II à Vienne. Ferdinand III lui succède.
- 26 juin : Jean de Werth force les Français à évacuer la forteresse de Ehrenbreitstein près de Coblence.
- 10 octobre : Bréda se rend au prince Frédéric-Henri d'Orange-Nassau au terme d'un siège de six mois.
- 22 octobre : Jean de Werth et Federigo di Savelli (en) sont vainqueurs de l'armée suédoise commandée par Bernard de Saxe-Weimar à Brisach.

### 1638
- 3 mars : Bataille de Rheinfelden (en Brisgau méridional). Elle oppose l'armée protestante de Bernard de Saxe-Weimar et les impériaux de Jean de Werth qui sont battus.
- 12 avril : Fribourg-en-Brisgau se rend à Bernard de Saxe-Weimar
- 17 octobre : Les impériaux sous les ordres de Melchior von Hatzfeldt (en) battent à Vlotho le duc de Cumberland Ruprecht de Palatinat
- 17 décembre : La garnison impériale de Brisach commandée par Franz von Mercy capitule devant Bernard de Saxe-Weimar

### 1639
- 14 avril : Bataille de Chemnitz. Victoire des Suédois de Johan Banér sur les Impériaux sous les ordres de Matthias Gallas
- 7 juin : Bataille de Thionville. Les Impériaux d'Ottavio Piccolomini mettent en échec les Français
- 21 octobre : Victoire des Néerlandais sur la flotte espagnole devant Dunkerque

### 1640
- 17 septembre : Turenne prend Turin
- 1er décembre : Mort de l'Électeur Georg Wilhelms von Brandenburg

### 1641
- 27 mars : Franz von Mercy frappe l'arrière-garde suédoise à Neuenburg vor dem Walde
- 6 juillet : Victoire des Espagnols sur les Français à Sedan
- 21 décembre : Le contrat préliminaire de Hambourg fait de Münster et Osnabrück les lieux de la conférence

### 1642
- 17 janvier : Bataille de Kempen (en) (Tönisvorst entre Krefeld et Kempen). Les Français mettent en échec l'armée impériale sous les ordres du comte Lamboy.
- 12 mai au 17 juin : Siège infructueux de Lérida (Catalogne) sous occupation espagnole, par les Français menés par Condé
- 7 octobre : Bataille de Lérida: Victoire des Français du maréchal de La Mothe sur les Espagnols de Diego Mexía Felípez de Guzmán. Les Français sont tout de même obligés de se retirer.
- 23 octobre au 2 novembre : Seconde bataille de Breitenfeld entre les Impériaux menés par Léopold-Guillaume de Habsbourg et Ottavio Piccolomini, et les Suédois victorieux menés par Lennart Torstenson.
- 4 décembre : Mort de Richelieu

### 1643
- 14 mai : Mort de Louis XIII.
- 18 mai : Mazarin devient principal ministre de la France
- 18 mai/19 mai : Bataille de Rocroi (Ardenne). Les Français du duc d'Enghien, futur Grand Condé, détruisent l'armée espagnole.
- 24 novembre : Bataille de Tuttlingen. Victoire des Impériaux sous les ordres de Franz von Mercy sur l'armée française de Josias Rantzau, qui est fait prisonnier.

### 1644
- 11 mai : Franz von Mercy conquiert Überlingen
- 1er juillet : Le roi Christian IV de Danemark est blessé à la bataille navale sur le Kolberger Heide
- 3 août, 5 août et 9 août : bataille de Freiburg im Breisgau. Entre les Français sous les ordres de Turenne et Condé et les Bavarois sous les ordres de Franz von Mercy. Dans cette bataille la plus meurtrière de toute la guerre - 70 % des Français tombent - les Bavarois empêchent la progression des Français dans leur attaque de l'Allemagne du Sud.
- 13 octobre : Bataille de Fehmarn. Les Suédois sous les ordres de Wrangel l'emportent sur les Danois
- 4 décembre : Ouverture des congrès de la paix à Münster (catholiques) et Osnabrück (protestants).

### 1645
- janvier : L'armée suédoise conduite par Lennart Torstenson pénètre dans les territoires héréditaires de la maison d'Autriche et parvient aux portes de Vienne.
- 6 mars : Bataille de Jankau (Jankov, sud-est de Prague). Les Suédois de Lennart Torstenson mettent en échec les Impériaux sous les ordres du comte Johann von Görz et de Jean de Werth.
- 5 mai : Bataille de Mergentheim (Marienthal-Herbsthausen). Les Impériaux commandés par Franz von Mercy et Jean de Werth mettent en déroute les Français de Turenne.
- 3 août : Bataille d'Alerheim (ou seconde bataille de Nördlingen). Les Français de Turenne l'emportent sur les Impériaux et les Bavarois commandés par Franz von Mercy et Jean de Werth. Mercy est tué au cours du combat.
- 23 août : paix de Brömsebro qui oblige le Danemark à céder des territoires à la Suède
- 6 septembre : Accord de cessez-le-feu conclu à Kötzschenbroda près de Dresde entre la Suède et la Saxe
- 3 octobre : Bataille de Philippsburg (près de Karlsruhe). Les Impériaux de Léopold-Guillaume de Habsbourg l'emportent sur les Français de Turenne.
- 16 décembre : Paix de Linzer (de) conclue entre l'empereur Ferdinand III et Georges II Rákóczy, prince de Siebenbürgen

### 1646
- De mai 1646 au 22 novembre 1646, les Français commandés par le comte d'Harcourt sont tenus en échec lors du siège de Lérida.
- 19 juin : Alliance de l’archevêque et prince-électeur de Trèves Philipp Christoph von Sötern avec la France : la forteresse de Philippsburg est confiée aux Français pour qu’il y tiennent durablement garnison.
- 7 septembre : Les Français commandés par Louis II de Bourbon-Condé prennent Furnes et commencent ainsi le siège de Dunkerque. La ville se rend le 11 octobre
- 11 octobre : Dunkerque devient française après près d'un siècle d'occupation espagnole.

### 1647
- 14 mars : Trêve d'Ulm entre la France et la Bavière.
- 18 juin : L'armée française commandée par Condé est battue devant Lérida par les Espagnols lors du siège de la ville (en Catalogne).
- 18 juillet : La forteresse d'Egra (Cheb) est prise par les Impériaux.

### 1648
- 28 février : mort du roi de Danemark Christian IV
- 17 mai : bataille de Zusmarshausen à l'ouest d'Augsbourg. Cette dernière bataille qui eut lieu en pays allemand opposa les armées coalisées : française, commandée par Turenne et suédoise sous les ordres de Carl Gustaf Wrangel à celle du Saint-Empire, commandée par Peter Melander et Raimund von Montecuccoli. Cette dernière fut battue.
- 20 août bataille de Lens. Cette bataille entre les Impériaux de Léopold-Guillaume de Habsbourg et les Français est la dernière de la guerre. Elle se termine à l'avantage des Français.
- 4 octobre : combat de Dachau (de). Jean de Werth y rencontre avec succès les Français et les Suédois.
- 24 octobre : signature des traités de Westphalie qui mettent un terme à la guerre de Trente Ans.